# Gatari Air Service
 (juin 2019).
Gatari Air Service est une compagnie aérienne indonésienne nolisée qui a commencé ses activités en 1983. Cette compagnie a connu du succès au milieu et à la fin des années 1980, mais a depuis diminué en taille après avoir remboursé plusieurs dettes et saisi plusieurs avions.

## L'histoire
Gatari a été fondée en 1983 avec six hélicoptères Bell 412; La société appartenait à 80% à Tommy Suharto, tandis que les 20% restants appartenaient à Bob Hasan. La société faisait partie du groupe Humpuss. Son acquisition a coûté 100 millions de roupies. La majorité de sa clientèle provenait de l'industrie pétrolière et la plupart de ses pilotes et de ses mécaniciens n'étaient pas indonésiens. Après le boom pétrolier de 1985, les bénéfices des sociétés ont fortement augmenté, atteignant 17 millions de dollars EU avant de tomber à 13 millions de dollars EU en 1986. En 1988, ils avaient dépassé sept autres agences de location locales, donnant une formation aux pilotes de la branche de Freeport-McMoRan en Papouasie et aidant l'armée de l'air indonésienne dans ses exercices. 
En raison de ces bénéfices en baisse, Gatari s'est diversifiée pour inclure des vols nolisés pour les touristes et l'industrie du bois dans l'ensemble de l'Indonésie, y compris à Sulawesi, Java et Bornéo. Ils ont également commencé à engager davantage de pilotes et d'équipes de maintenance indonésiens. En 1990, ils possédaient un total de 38 avions, principalement des hélicoptères, et en 1991, ils ont acquis un appareil Bombardier 601-3A au prix de 17 millions de dollars US. La société a finalement possédé trois Boeing 747, mais ceux-ci ont été vendus en 1999 pour rembourser une dette. 
En 1992, la société a passé un contrat de cinq ans avec le ministère des Forêts et des Plantations, lui assurant la maintenance de douze hélicoptères. Ce dernier devrait être rendu en 1999. À partir de mai 2000, le bureau du procureur général, dirigé par Marzuki Darusman, a commencé à rechercher le ministère et Gatari, impliquant Sudjono Suryo du ministère et président directeur Kaboul Riswanto de Gatari. L'affaire concernait une fraude de 23,3 milliards de roupies et un détournement de fonds publics. Gatari a fait valoir que le ministère n'avait pas tenu sa part du marché et avait causé des pertes financières à l'entreprise. En octobre 2000, le bureau du procureur général saisit trois hélicoptères de la société, dont deux étaient trop en mauvais état pour voler. 
En 2002, Gatari était l’une des agences de location d’hélicoptères disponibles à Jakarta, au prix de 2 250 dollars des États-Unis par heure. Depuis, son nombre a diminué et en 2007, Gatari disposait d'une flotte de cinq personnes et de deux pilotes indonésiens.

## Flotte
- 1 ATR 42-500
- 2 Bell 212
- 1 MBB-Kawasaki BK 117
- 2 Fokker F28-4000

## Sources
- (en) Cet article est partiellement ou en totalité issu de l’article de Wikipédia en anglais intitulé « Gatari Air Service » (voir la liste des auteurs).